# مؤتمر

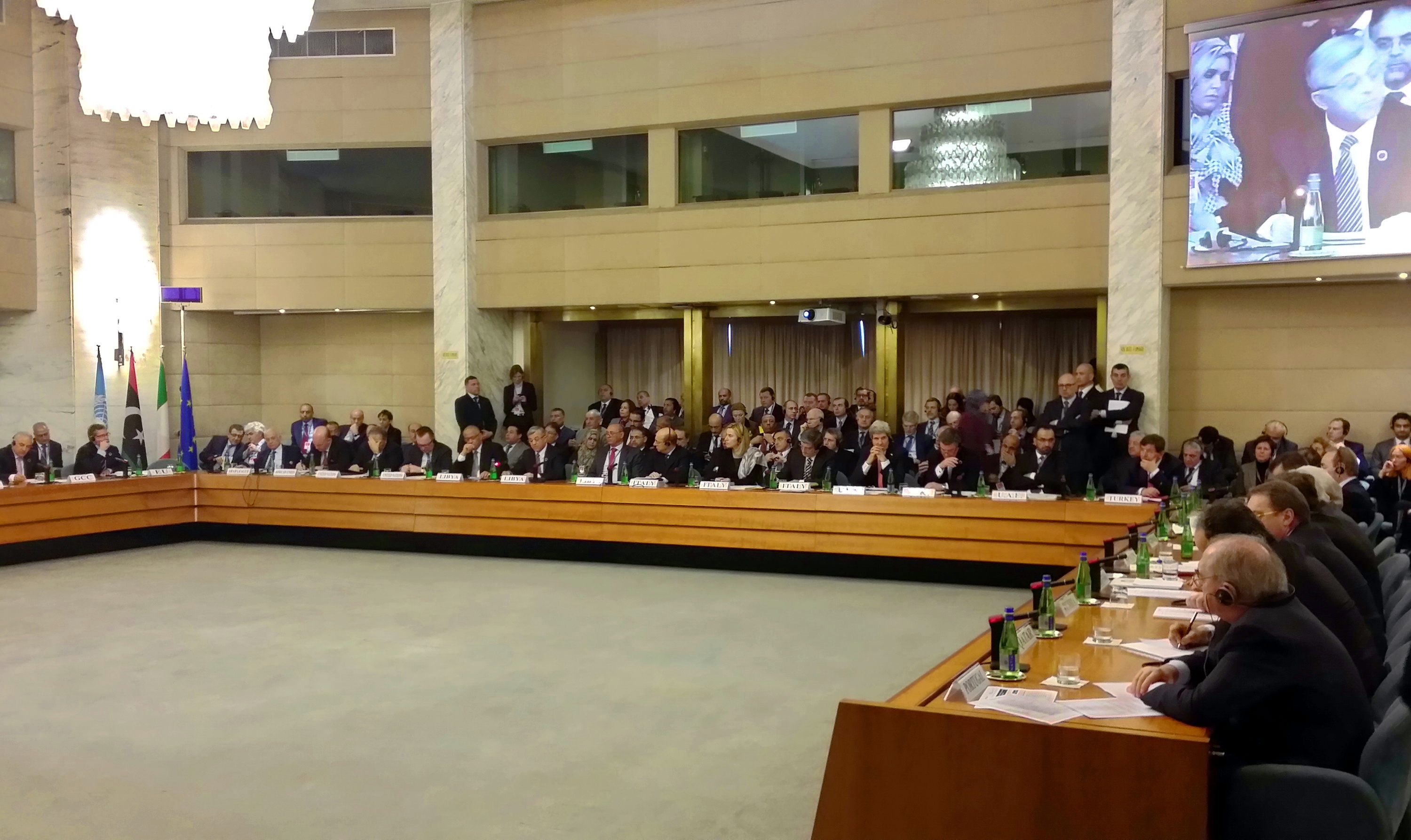
مؤتمر سياسي دولي في روما حول ليبيا سنة 2014م

المُؤْتَمَر هو تجمع ثقافي تحت عنوان أو موضوع محدد يُدعى إليه المتخصصون في مجال ما ويُقدّمون أبحاثاً وأوراقَ عمل تعالج قضية ما من قضايا المؤتمر. عادة ما تُنظمُ المؤتمرَ مؤسسة تعليمية كالجامعات أو مراكز البحوث، وعادة ما يَمتد لأيام يَتمُ خلالها مناقشة الأبحاث وأوراق العمل. ثم تختتم فعالية المؤتمر بقراءة التوصيات الختامية، وهي النتائج التي يَتوصّل إليها المؤتمرون من خلال أبحاثهم وأوراق العمل التي قدموها خلاله، وعادة ما تكون تلك التوصيات عبارة عن عناصر محددة تعدٌّ خلاصة لأبحاث المؤتمر وأوراق العمل التي قدمت فيه، وغالباً ما تكون أول توصية هي شكراً للجهة المنظمة للؤتمر
ثم تكون التوصيات التالية في صميم موضوعاته.